# DLNA

DLNA(디지털 리빙 네트워크 얼라이언스, Digital Living Network Alliance)는 소니가 2003년 6월에 설립한 비영리 단체로, 모바일, 가전 기기, PC, 서비스 제공자 산업의 250개 이상의 회사와 연계하고 있다.
2003년 6월에 디지털 홈 워킹 그룹(Digital Home Working Group)이라는 이름으로 설립되었다가, DNLA의 가이드라인이 확립되어 공표된 12개월 후에 현재의 이름으로 자리잡혔다.

## 규격
홈 네트워크 장치
- DMS (디지털 미디어 서버)
- DMP (디지털 미디어 플레이어)
- DMR (디지털 미디어 렌더러)
- DMC (디지털 미디어 컨트롤러)
- DMPr (디지털 미디어 프린터)

모바일 휴대 장치
- M-DMS (모바일 디지털 미디어 서버)
- M-DMP (모바일 디지털 미디어 플레이어)
- M-DMU (모바일 디지털 미디어 업로더)
- M-DMD (모바일 디지털 미디어 다운로더)
- M-DMC (모바일 디지털 미디어 컨트롤러)

홈 인프라 장치
- M-NCF (모바일 네트워크 연결 기능)
- MIU (미디어 상호 운용 장치)

## 같이 보기
- 디지털 권리 관리